# Краљевачки партизански одред
Краљевачки народноослободилачки партизански (НОП) одред „Јован Курсула“ је формиран 27. јула 1941. на Гочу, више Краљева.
Командант одреда био је Павле Јакшић, народни херој, политички комесар Миро Драгишић Пипер, заменик команданта Владимир Радичевић, интендант Жика Чукулић и одредски лекар и члан Штаба одреда Гојко Николиш, народни херој.
У саставу одрда су се налазиле четири чете: гочка, драгосињачка, чибуковачка и прекоморавска. Одред се убрзо наоружао после смеле акције на железничку станицу у Краљеву. 
Краљевачки одред је 19. августа 1941. извршио акцију на Ибру, а 29. септембра 1941. ослобођено је Ушће и порушен мост, затим је ослобођена Рашка, Матарушка бања и Врњачка бања. Партизани су држали у својим рукама држали 80 километара железничке пруге Краљево-Косовска Митровица. 
27. септембра 1941. 17 чланова блех-музике Добровољног ватрогасног друштва из Краљева, марширајући уз музику, је изашло из града и ступило у Краљевачки НОП одред. 4. октобра 1941. опкољава се Краљево, у коме су биле велике снаге окупаторске војске.
Део Краљевачког одреда, после повлачења из Србије, улази у састав Прве пролетерске ударне бригаде, као Четврти краљевачки батаљон.

## Народни хероји
Неки од бораца Краљевачког одреда који су одликовани Орденом народног хероја: 
- Павле Јакшић (1913—2005) командант одреда
- Олга Јовичић (1921—1942) борац и руководилац за агитацију и пропаганду
- Гојко Николиш (1911—1995) лекар одреда
- Момчило Дугалић (1918—2014) политички комесар Крушевичке чете